# میکمی پارک (ویرجینیا)
میکمی پارک (به انگلیسی: Makemie Park) یک منطقهٔ مسکونی در ایالات متحده آمریکا است که در شهرستان اکوماک، ویرجینیا واقع شده‌است. میکمی پارک ۱۵۵ نفر جمعیت دارد.